# José Antonio Aguirre (pionero)
José Antonio Aguirre (San Sebastián, 1799-San Diego, 1860) fue un pionero, comerciante y ganadero español en la Alta California, uno de los primeros colonos de San Diego y Santa Bárbara.

## Biografía
Aguirre nació en San Sebastián, España, pero se fue del País Vasco a Norteamérica a la edad de 15 años y se instaló en Nueva Orleans, Luisiana. Se convirtió en ciudadano primero de México y luego de los Estados Unidos a medida que las potencias nacionales subían y bajaban en el continente. Fue comerciante en Guaymas, México, luego se mudó a Alta California, convirtiéndose en armador y comerciante. Dividió su residencia entre San Diego y Santa Bárbara, donde se dijo en 1842 que era dueño de la mejor residencia de la ciudad. Estableció un almacén en "La Playa", una playa cerca de San Diego donde anclarían los barcos para comerciar. Exportaba pieles y sebo de San Diego, mientras importaba artículos de lujo para los californios como sedas, rasos y mantones bordados. A finales de la década de 1830 se asoció en sus actividades comerciales con otro español, Miguel Pedrorena, quien más tarde se convirtió en su cuñado. Pronto se convirtió en uno de los comerciantes más prósperos de Alta California.
Se hizo amigo de las familias californianas establecidas y en 1841 se casó con María Francisca Estudillo, la hija mayor de José Antonio Estudillo, un prominente terrateniente. Él y Francisca se instalaron en la gran casa que había construido en Santa Bárbara, pero Francisca murió en el año, en octubre de 1842, durante lo que habría sido el nacimiento de su primer hijo. Aguirre no volvería a vivir allí nunca más, aunque mantuvo la propiedad de la casa. Comenzó a comerciar por la costa y pasaba cada vez más tiempo en San Diego.
Aguirre recibió la mitad de la concesión de tierras mexicanas de Rancho El Tejón en 1843. En 1846 se casa con la hermana de Francisca, María del Rosario Estudillo, y se establecen en San Diego. Generalmente se les conocía como Don Antonio y Doña Rosario. Su casa en San Diego se completó en 1851. Su esposa era concesionaria de Rancho San Jacinto Sobrante. Aguirre también era dueño de partes de la isla de Santa Cruz y Rancho San Pedro, lo que lo convirtió en uno de los terratenientes más grandes de Alta California a fines de la década de 1840. En 1853, José Antonio Aguirre compró Rancho San Jacinto Nuevo y Potrero de la finca de Miguel Pedrorena.
En 1850, Aguirre se unió a William Heath Davis y Miguel Pedrorena (quien estaba casado con otra hermana de Estudillo, Antonia) en un intento de establecer una nueva ciudad, al sur de la ciudad existente de San Diego y más cerca de la Bahía de San Diego.
En 1858, Aguirre compró el terreno y pagó la construcción de una iglesia de adobe en San Diego. En ese momento solo había capillas privadas (en Casa de Estudillo y Casa de Aguirre) ya que la iglesia del Presidio y la iglesia de la Misión estaban en ruinas.
José Antonio Aguirre falleció el 31 de julio de 1860. Fue enterrado en el confesionario de la iglesia que había donado al pueblo.

## Vida personal
En 1841, José Antonio Aguirre se casó con María Francisca Estudillo, hija mayor del prominente terrateniente José Antonio Estudillo. Él y María del Rosario Aguirre tuvieron cuatro hijos sobrevivientes: Miguel (nacido el 25 de agosto de 1849); María de los Dolores del Rosario (nacida el 6 de agosto de 1851, luego casada con Francisco Pico); José Antonio (nacido el 1 de agosto de 1853, fallecido el 3 de febrero de 1855); otro hijo también llamado José Antonio (nacido en 1856); y Martin Geronimo (nacido el 21 de septiembre de 1858). El día de la muerte de José Sr., el 31 de julio de 1860, nació otra hija llamada María Antonia, pero ella murió en noviembre de 1861.

## Legado
Su casa en San Diego, Casa de Aguirre, todavía se encuentra en el Parque Histórico Estatal Old Town. Ha sido restaurado y contiene exhibiciones de museo y una tienda de regalos. La iglesia que construyó, conocida como la Antigua Capilla de Adobe, fue demolida en la década de 1930 debido al realineamiento de las calles, pero fue reconstruida en 1937. Contiene muchos artefactos de la capilla original, incluida la lápida de Aguirre.